# Прокуратов Юрій Олександрович
Ю́рій Олекса́ндрович Прокура́тов (нар. 1943 — пом. 17 березня 2022, Дніпро, Україна) — український архітектор та інженер-будівельник, лауреат Державної премії України в галузі архітектури (2007).

## Життєпис
Народився 1943 року. Після закінчення школи працював робітником та каменярем. Під час служби у армії взяв участь у зйомках фільму «Немає невідомих солдатів», де він разом зі своєю ротою імітував бойові дії.
1971 року закінчив Дніпропетровський інститут інженерів транспорту. Проектував об'єкти у «Дніпрогіпрошахті» та «Дніпрогромадпроєкті». Протягом восьми років був головним інженером «Укржитлоремпроєкту». З 1990 року — співробітник фірми Dolnik & Co.
Проєктував готель «Парус», житловий комплекс «Башти», торгівельний центр «Європа», а також інші знакові для Дніпра об'єкти.
2007 року разом з групою архітекторів та інженерів фірми Dolnik & Co. був нагороджений Державною премією України в галузі архітектури за будівництво житлового комплексу «Башти».
З серпня того ж року співпрацював з фірмою «ДеКонструктор», що належала його синові — Олександру.
Помер 17 березня 2022 року.

## Відзнаки та нагороди
- Державна премія України в галузі архітектури (27 червня 2007) — за архітектуру житлового комплексу «Башти» у містобудівному ансамблі «Крутогорний» у м. Дніпропетровську.[2]

## Родина
- Син — Прокуратов Олександр Юрійович (1971), український проєктувальник, засновник та власник фірми «ДеКонструктор»
- Син — Прокуратов Володимир Юрійович, український інженер-будівельник, головний конструктор компанії Dolnik & Co.
- Син — Прокуратов Костянтин Юрійович, український архітектор, керівник компанії «ДеКонструктор»